# Ешерихија коли
Ешерихија коли (Escherichia coli, /ˌɛʃəˈrɪkiə ˈkoʊlaɪ/), такође позната као E. coli (/ˌiː ˈkoʊlaɪ/), грам-негативна, факултативно анаеробна, колиформна је бактерија штапићастог облика из рода Escherichia, која насељава црева човека и животиња. Већина E. coli сојева је безопасна, али неки серотипи могу да узрокују озбиљна тровања храном код њихових домаћина, и повремено су одговорни за повраћаје производа услед контаминације хране. Безопасни сојеви представљају део цревне флоре и неопходни су за процес варења и синтезе неких супстанци (нпр. витамин К), и за спречавање колонизације црева патогеним бактеријама, у оквиру симбиотског односа. Ешерихија коли је и индикатор загађености вода фекалијама, јер се велике количине (трилиони) избацују дневно фецесом само једног човека. Ова бактерија изобилно расте у свежој фекалној маси под аеробним условима током прва три дана, али њени бројеви полако опадају након тога. Она је један од најчешћих узрочника бактеријских инфекција човека. Може изазвати инфекције гастроинтестиналног, урогениталног тракта, сепсу, менингитис (код новорођенчета), запаљење плућа итд.
E. coli и други факултативни анаероби сачињавају око 0,1% цревне флоре, и фекално–орална трансмисија је главна рута путем које патогени сојеви бактерије узрокују болест. Ћелије имају способност преживљавања изван тела током ограниченог временског периода, што их чини потенцијалним индикаторским организмима за тестирање узорака из окружења за фекалну контаминацију. Све већи број истраживања, међутим, испитује постојане сојеве E. coli, који могу да преживе дуже време изван домаћина.
Ова бактерија се може лако и јефтино узгајати и култивисати у лабораторијском окружењу, те се интензивно истражује већ више од 60 година. E. coli је хемохетеротроф чији хемијски дефинисани медијум мора да садржи извор угљеника и енергије. E. coli је у највећој мери изучавани прокариотски моделни организам, и представља важну врсту у пољима биотехнологије и микробиологије, где служи као домаћински организам за највећи део рада са рекомбинантном ДНК. Под повољним условима, потребно је око 20 минута за њену репродукцију.

## Биологија и биохемија

### Тип и морфологија
је Грам-негативна, факултативно анаеробна (која формира ATP путем аеробне респирације ако је кисеоник присутан, али има способност прелаза на ферментацију или анаеробну респирацију у одсуству кисеоника) и неспорулациона бактерија. Ћелије су типично штапићасте, око 2,0  су дуге и имају 0,25–1,0 μm у пречнику, са ћелијском запремином од 0,6–0,7 3.
E. coli сојеви су Грам-негативни, јер се њихов ћелијски зид састоји од танког пептидогликанског слоја и спољашње мембране. Током процеса бојења, E. coli поприма боју контра обојења сафранина и постаје љубичаста. Спољашња мембрана која окружује ћелијски зид представља баријеру за поједине антибиотике тако да E. coli не бива оштећена пеницилином.
Сојеви који поседују флагеле су покретни. Флагеле имају перитрихални аранжман. E. coli се такође причвршћује за микровиле црева путем адхезионог молекула познатог као интимин.

### Метаболизам
може да живи на широком варијетету супстрата и користи мешовиту киселинску ферментацију у анаеробним условима, производећи лактат, сукцинат, етанол, ацетат, и угљен-диоксид. Многих путеви при мешовито киселинској ферментацији формирају водонични гас, те је функционисање тих путева неопходно да су нивои водоника ниски, као што је случај кад E. coli живи заједно са организмима који конзумирају водоник, као што су метаногени или сулфат редукујуће бактерије.

## Назив
Назив роду Ешерихија дат је у част Теодора Ешериха, педијатра и бактериолога, који је први открио и описао ову бактерију 1885. године.

## Особине
Ешерихија коли је грам негативна (метода идентификација бактерија бојењем по Граму) бактерија, штапићастог облика. Поседује трепље, помоћу којих се креће. Припада факултативно анаеробним бактеријама, тако да енергију може добијати и у присуству кисеоника, али и у условима без присуства кисеоника. Разграђује лактозу. На основу антигена О, К, Х (нпр. Х је антиген трепљи), подељена је на више серовара (серотипова). Природно станиште ове бактерије је цревни систем човека и животиња. Као убиквитарна бактерија (налази се свуда) контаминише намирнице и може се наћи у сточној храни и хранивима. Мерењем броја ових бактерија у води, може се утврдити њен ниво загађености фецесом. Вода за пиће не сме да у 100 mL воде поседује ове бактерије. Воде у којима је дозвољено купање на смеју да садрже више од 100-2000 (како се узме) ових бактерија у 100 mL воде.

## Патогенитет ешерихије коли
Иако припада нормалној цревној флори, велики број бактеријских инфекција човека управо је изазвано овом бактеријом, често код особа са ослабљеним одбрамбеним системом-факултативни патогенитет. Инфекције овом бактеријом могу бити интестиналне (цревне) или екстраинтестиналне: инфекције урогениталног тракта, сепса, запаљење плућа итд.
Инфекције црева су најчешће изазване једним од следећих пет типова (серовара) ешерихије коли:
- ентеропатогена ешерихија коли (ЕПЕК) енгл. EPEC

Изазива дијареју новорођенчади претежно у земљама у развоју. Може да се уз помоћ адхезивног фактора ЕАФ (ЕПЕК адхезивни фактор) закачи за епителне ћелије црева и ту секретује токсичне супстанце у ћелије црева (ентероците).
- ентеротоксична ешерихија коли енгл.

Њен патогенитет почива на ентеростоксинима које ослобађа. Један тосин је осетљив на температуру, под чијим утицајем се инактивише, док је други стабилан. Ови токсини стимулишу активност аденил циклазе, односно гуанил циклазе, чиме се ствара цАМП и цГМП услед чега се стимулише секреција и блокира реапсорпција неких јона у лумену црева, што доводи до дијареје. Чест је узрочник дијареја на путовањима.
- ентероинвазивна ешррихија коли енгл.

Овај тип ешерихије коли може да продре кроз слузокожу црева и да на тај начин изазове њено запаљење уз појаву крварења и дефеката слузокоже црева, што доводи до једног облика дизентерије.
- ентерохеморагична ешерихија коли енгл.

Изазива хеморагични колитис (запаљење црева) и хемолитичи уремијски синдром (ХУС). Ове болести су изазване адхезијом бактерија за ентероците и лучењем посебних токсина, веро токсина.
- ентероагрегативна ешерихија коли енгл.

Може да изазове код новорођенчади дијареју.
Екстраинтестиналне манифестације:
- Инфекције мокраћних путева: уретре (уретритис), мокраћне бешике (циститис), бубрежне карлице и бубрега (пијелонефритис).

Овакве инфекције обично настају услед ширења ешерихије коли усходним путем, од отвора уретре, до осталих структура. Опструктивне аномалије мокраћних путева олакшавају продор ове бактерије. Посебна група ешерихије коли тзв. уропатогена ешерхија коли (енгл. UPEC) може изазвати инфекције мокраћних путева и без поменутих аномалија.
- Сепса, инфекције жучних путева, апендицитис (запаљење слепог црева), менингитис итд.

Преношење ових бактерија дешава се путем намирница, воде, прљавих руку итд.

## Улога ешерихије коли у генетичком инжењерингу
Захваљујући генетичком инжењерингу ешерихија коли се користи за масовну производњу супстанци попут инсулина, аминокиселина, протеина итд.